# Cmentarz żydowski w Rzepinie
Cmentarz żydowski w Rzepinie – został założony w XIX wieku i zajmował powierzchnię 0,1 ha. Położony był we wschodniej części miasta, przy obecnej szosie wylotowej na Torzym (ul. Poznańska). Do dziś nie zachowały się żadne nagrobki, a teren cmentarza jest zarośnięty lasem. W ściółce leśnej można znaleźć zaledwie kilka szczątków połamanych tablic nagrobnych macew. Cmentarz uległ dewastacji w okresie III Rzeszy i PRL.